# Ricordati di me (romanzo)
Ricordati di me (Remember me) è un romanzo di Christopher Pike.

## Trama
Shari Cooper è una ragazza di diciotto anni ricca, bella e di buon cuore, seppur superficiale; conduce una vita agiata e ordinaria con i genitori e il fratello maggiore Jimmy, affetto da diabete. Una sera d'estate, Shari si reca alla festa di compleanno di una sua conoscente, Beth; ci va insieme al suo ragazzo Dan, alla sua amica Amanda Parish (figlia della cameriera della famiglia Cooper ed ex ragazza di Jimmy) e alla sua migliore amica Jo Foulton, cugina di Amanda. Alla festa, Shari realizza che Dan non la ama davvero e ha una tresca amorosa con Beth, la quale sta a sua volta insieme a un altro ragazzo, Jeff. Jo, che è un'amante dell'occulto, propone al gruppo di provare a comunicare con un'anima defunta, usando prima Beth e poi Shari come "tramite" di comunicazione. Shari, turbata dall'esperienza e dal tradimento di Dan, esce da sola sul balcone dell'attico, finché, improvvisamente, non cade al di sotto.
Shari si risveglia a casa propria e scopre di non poter più muovere gli oggetti a lei circostanti, né di essere vista o sentita dalle persone. Seguendo i suoi familiari, realizza di essere morta nella caduta e di essere diventata un fantasma. Il suo caso viene assegnato a Garrett, poliziotto molto competente ma dedito all'alcol a causa della depressione dovuta alla tossicodipendenza della figlia. Nonostante i più ritengano che Shari si sia suicidata, Garrett e Jimmy negano l'ipotesi. La ragazza si accorge di essere perseguitata da un'entità dall'aspetto di un'ombra informe e che occasionalmente riesce a teletrasportarsi da un posto all'altro senza rendersene conto. Faticando a venire a patti con la propria morte, Shari assiste al suo funerale, a cui partecipano poche persone. Mentre si trova sulla sua tomba, la ragazza viene avvicinata da un altro fantasma: Peter, suo vecchio compagno di cui era infatuata e fratello minore di Jeff, morto anni prima in un incidente in moto. 
Peter incita Shari ad "andare avanti" e lasciarsi alle spalle il mondo terreno, ma la ragazza è sicura di essere stata uccisa e intende scoprire chi è il colpevole. Peter accetta con reticenza di aiutarla, cercando nel mentre di insegnarle a essere un fantasma. I due ragazzi seguono le indagini di Garrett e gli amici di Shari per cercare di scoprire l'assassino. Dan prova a mettersi con Beth, ma quest'ultima lo respinge in quanto segnata dalla morte di Shari, mentre Amanda e Jimmy tornano a essere una coppia. Una sera, Jo imbastisce un'altra seduta spiritica con Amanda, Beth, Jeff, Dan e Jimmy per cercare di comunicare con lo spirito di Shari, ma non va a buon fine.
Peter spiega a Shari che c'è un'"ombra" per ogni fantasma, le quali rappresentano tutti i difetti e insicurezze delle persone defunte. Shari decide di tornare sul luogo in cui è morta e di affrontare la sua ombra. In questo modo, scopre di non essere veramente figlia dei coniugi Cooper: anni prima, la signora Parish aveva avuto una relazione extraconiugale con il marito della signora Foulton (sua sorella), dalla quale era rimasta incinta. Per vendicarsi la signora Foulton, che è un'infermiera, aveva scambiato Shari e Amanda dalle culle. Pertanto, Shari è in realtà figlia della signora Perish e Amanda la figlia dei signori Cooper e sorella di Jimmy. Shari realizza che Amanda è la vera responsabile della sua morte. Anche Garrett lo scopre, emanando un mandato di arresto contro di lei.
Shari e Peter raggiungono Amanda, la quale è a casa di Jimmy ed è riuscita a stordirlo convincendolo a bere vino e mangiare una torta al cioccolato. Amanda, che ha capito di stare per venire arrestata, spiega a Jimmy di aver scoperto la verità della parentela sua e di Shari origliando per caso le preghiere della madre. Ciò le aveva causato un trauma che aveva alterato la sua psiche; successivamente, si era convinta che Shari volesse cercare di ucciderla in quanto l'aveva incitata a mangiare una torta al cioccolato nonostante fosse anche lei affetta da diabete (cosa di cui Shari era in realtà ignara), ragion per cui l'aveva spinta giù dal balcone, mossa anche da una folla gelosia al pensiero che Shari conducesse una vita opulenta al posto suo e che fosse amata da sua madre. Dopo la sua confessione, Amanda cerca di uccidere Jimmy iniettandogli una dose massiccia di insulina e una bolla d'aria nelle vene. Shari convince Peter ad affrontare la sua ombra, dalla quale il ragazzo è sempre fuggito, poi lei riesce a entrare nella bolla d'aria nel corpo di Jimmy e, dopo un'ultima conversazione e un addio scambiati con il fratello in una sorta di limbo, riesce a fargli scoppiare la bolla, salvandogli la vita. Subito dopo interviene la polizia guidata da Garrett, che traggono in salvo Jimmy e arrestano Amanda.
Peter rivela a Shari di non essere morto in un incidente, ma di essersi suicidato; i due si dichiarano il reciproco amore. Le vere identità di Shari e Amanda vengono rivelate pubblicamente (sebbene lo scambio alla nascita venga fatto passare per un incidente) e la famiglia Cooper prende bene la cosa, pagando un costoso avvocato per Amanda, che viene condannata a scontare cinque anni in manicomio per le sue azioni. Shari consola la signora Parish per le perdite subite apparendole in sogno e riesce a convincere la figlia di Garrett a disintossicarsi, così che possa ricongiungersi con il padre. Infine, la ragazza possiede temporaneamente il corpo di Jimmy per scrivere tutta la storia avvenuta, così che le persone possano ricordarsi di lei.

## Altri media
Il romanzo avrebbe dovuto essere trattato nella seconda stagione della serie The Midnight Club prima della sua prematura cancellazione.